# بانيني
بانيني (إسمه باللغة السنسكريتية पाणिनि) هو لغوي وفيلسوف هندي مختص باللغة السنسكريتية، يعتبر أول من صاغ قواعد اللغة السنسكريتية، وألتي أعتبرت أول لغة تصاغ لها قواعد، عاش بانيني في القرن الرابع قبل الميلاد في غاندارا في باكستان حالياً، وقد ألف بانيني 3996 قاعدة في اللغة السنسكريتية، وألتي أصبحت فيما بعد اللغة التعريفية للهند القديمة وللديانة الهندوسية.